# Клепайло
«Клепайло»  — львівський рукописний гумористичний часопис-щомісячник, який видавав Анатоль Вахнянин. Виходив у 1860—1863 роках.

## Основні дані
Опис: Ілюстрований гумористичний листок.
Видавець і редактор: Анатоль Вахнянин. Помічник редактора: Йосиф (Осип) Савчинський.

## Тематика
Анатоль Вахнянин у своїх спогадах (Спомини з життя. — Львів, 1908. — С.42, 43) згадує, що під час другого року навчання в духовній семінарії (1860/61) почав видавати ілюстрований власними малюнками гумористичний листок «Клепайло», який виходив раз на місяць.
У редакції видання Вахнянинові допомагав Йосиф Савчинський. У часописі, зокрема вийшла поема про «Луця Процесовича», були розміщені жарти про «гіпохондриків-панотців», а кожен, хто хотів придбати «Клепайло», платив 2 крейцери «на струни для орхестрального кружка».
Часопис виходив народним, фонетичним правописом.
Жодне число «Клепайла» не збереглося, тому невідомі точні дати його виходу та кількість чисел.